# Charlbi Dean
Charlbi Dean Kriek (Città del Capo, 5 febbraio 1990 – New York, 29 agosto 2022) è stata una modella e attrice sudafricana, nota per le interpretazioni nei film Spud (2010) e Spud 2 (2013), per la serie Black Lightning (2018) e per essere stata protagonista della pellicola vincitrice della Palma d'oro Triangle of Sadness (2022).

## Biografia
Nata e cresciuta a Città del Capo, ha iniziato già all'età di sei anni a fare la modella, apparendo in spot pubblicitari e cataloghi. A 12 anni ha firmato un contratto con l'Alfa Model Management. Nel 2010 ha debuttato come attrice nella pellicola Spud nei panni di Amanda, un ruolo che ha poi nuovamente ricoperto nel sequel Spud 2. In seguito ha recitato nei film Don't Sleep nel 2017 e An Interview with God nel 2018. Nello stesso anno ha ottenuto il ruolo di Syonide, personaggio che ha interpretato per due stagioni nella serie televisiva Black Lightning. Nel febbraio 2020 si è unita al cast del film Triangle of Sadness di Ruben Östlund, film che si è aggiudicato la Palma d'oro al miglior film a Cannes nel 2022.

### Morte
Charlbi Dean è morta il 29 agosto 2022 in un ospedale di New York per un malore improvviso, all'età di 32 anni. La causa della sua morte è stata rivelata soltanto parecchi mesi dopo il decesso: si è trattato di una setticemia di origine batterica. L'infezione è stata una complicazione improvvisa dovuta all'asplenia, la mancanza della milza a causa di asportazione chirurgica. L'attrice, infatti, nel 2009 era stata vittima di un incidente stradale a causa del quale aveva rischiato di morire. La diciottenne Charlbi aveva riportato gravi danni alle vertebre, un polso, un gomito e quattro costole. I medici, durante l'operazione eseguita per salvarle la vita, avevano deciso di asportarle la milza. Stando al rapporto autoptico, la setticemia che ha ucciso la Dean è stata causata dal batterio Capnocytophaga, che si trova di solito nelle bocche di animali come cani e gatti. Anche se le infezioni date da questo batterio sono piuttosto rare, quando avvengono possono essere pericolose, soprattutto per i soggetti privi di milza, una parte importante del sistema immunitario dell'essere umano.

## Filmografia

### Cinema
- Spud, regia di Donovan Marsh (2010)
- Illusive Fields, regia di Katharine O'Brien – cortometraggio (2012)
- Death Race 3 - Inferno (Death Race: Inferno), regia di Roel Reiné (2013)
- Spud 2: The Madness Continues, regia di Donovan Marsh (2013)
- Pacific Standard Time, regia di Ben Cummings e Orson Cummings (2016)
- Don't Sleep, regia di Rick Bieber (2017)
- Un'intervista con Dio (An Interview with God), regia di Perry Lang (2018)
- Can't Have You, regia di Mark A. Altman (2018)
- Triangle of Sadness, regia di Ruben Östlund (2022)

### Televisione
- Elementary – serie TV, episodio 5x19 (2017)
- Black Lightning – serie TV, 9 episodi (2018)